# Liste der Stolpersteine in Griechenland

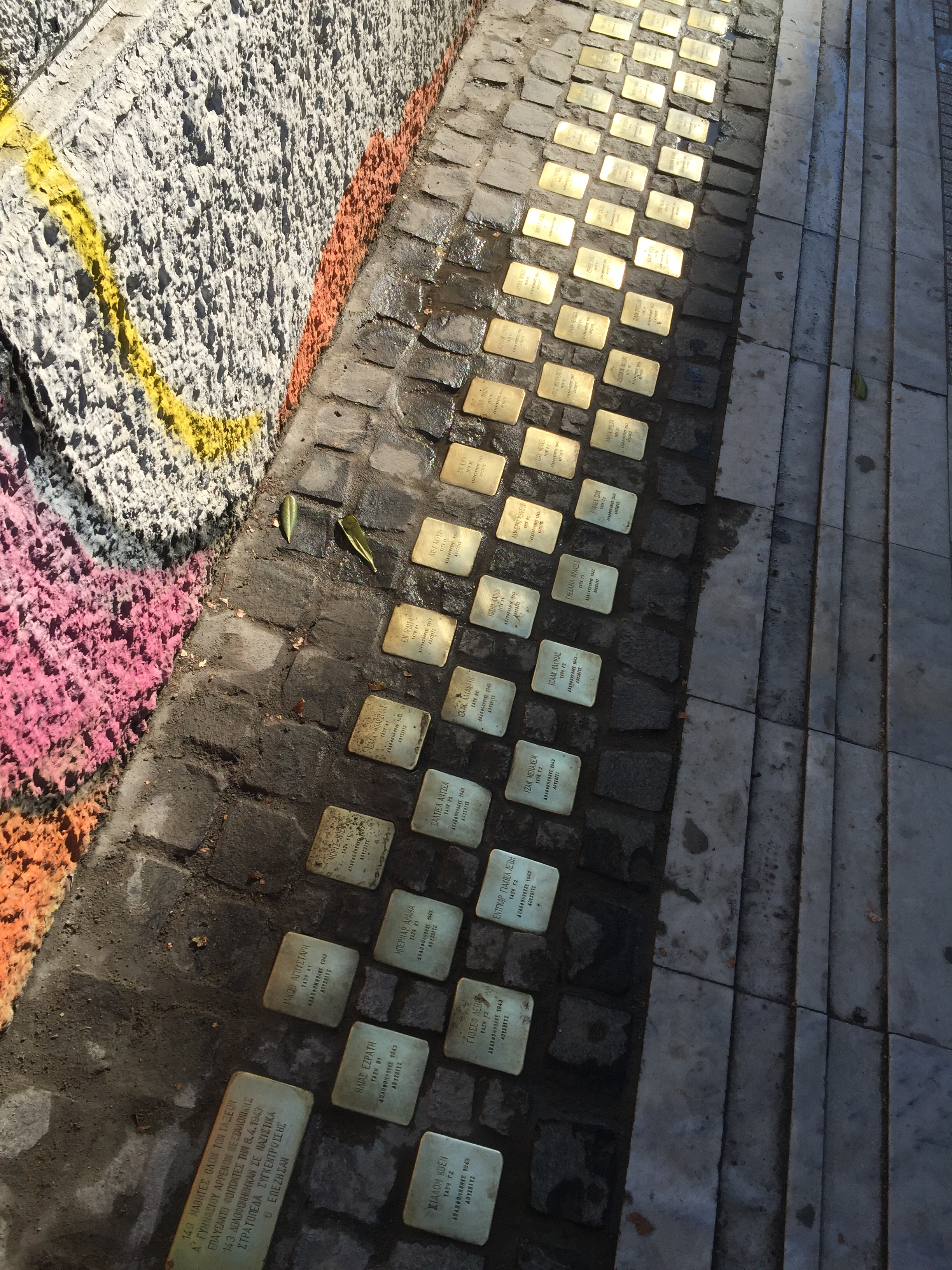
Stolpersteine in Thessaloniki

Die Liste der Stolpersteine in Griechenland listet die Stolpersteine auf, die in Griechenland verlegt wurden. Stolpersteine erinnern an das Schicksal der Menschen, die von den Nationalsozialisten ermordet, deportiert, vertrieben oder in den Suizid getrieben wurden. Die Stolpersteine wurden vom Kölner Künstler Gunter Demnig konzipiert und werden im Regelfall von ihm selbst verlegt.
Die ersten 149 Stolpersteine wurden 2015 in Thessaloniki verlegt, im Juni 2019 kamen fünf dazu. Sechs Stolpersteine wurden 2019 in Veria verlegt. Eine detaillierte Auflistung aller in Griechenland verlegten Stolpersteine ist leider derzeit (Stand: Januar 2022) nicht auffindbar.